# Greg Hyder
Gregory Peck Hyder, detto Greg (Victorville, 21 giugno 1948 – 1º ottobre 2014), è stato un cestista statunitense, professionista nella NBA.

## Carriera
Venne selezionato dai Cincinnati Royals al terzo giro del Draft NBA 1970 (39ª scelta assoluta).